# 일리아현
일리아현은 펠로폰네소스반도 서부에 있는 현으로, 행정 구역상으로는 서그리스 주에 속한다. 고대 엘리스가 이 곳에 있었다. 중심 도시는 피르고스이다. 